# Кони Брокуей
Кони Брокуей (на английски: Connie Brockway) е американска писателка на бестселъри в жанра исторически и съвременен любовен роман.

## Биография и творчество
Констанс (Кони) Брокуей е родена на 16 декември 1954 г. в Минеаполис, щата Минесота, САЩ. Прекарва няколко години в предградията на Бъфало, щат Ню Йорк. Семейството ѝ се завръща в Едина, Минесота, където тя учи в гимназията. През 1976 г. завършва с отличие и бакалавърска степен колежа „Макалистър“. През ноември 1976 г. се омъжва за Дейвид Брокуей, семеен лекар. Имат една дъщеря.
В периода 1976-1978 г. учи в Университета на Минесота в Дълют и завършва с магистратура по творческо писане. В периода 1976-1978 г. работи като графичен дизайнер в Училището по медицина към Университета на Минесота, а в периода 1978-1980 г. като майстор градинар.
Решава сериозно да се заеме с писане, когато дъщеря ѝ започва да ходи на училище. През 1994 г. публикува първият си исторически любовен роман „Promise Me Heaven“. Оттогава почти всички нейни романи влизат в списъците на бестселърите.
За своите произведения получава многобройни номинации и награди. Два от романите ѝ – „Любимият ми враг“ и „The Bridal Season“ (Булчински сезон), са удостоени с най-престижната награда „РИТА“ за исторически романс на Асоциацията на писателите на романси на Америка. През 1998 г. и през 2001 г. е отличена с награда за цялостно творчество в историческите романси от списание „Romantic Times“.
Кони Брокуей живее със семейството си в Минеаполис, Минесота.

## Произведения

### Самостоятелни романи
- Promise Me Heaven (1994)
- Anything for Love (1994)
- A Dangerous Man (1996)
- All Through the Night (1997)
- Любимият ми враг, My Dearest Enemy (1998) – награда „РИТА“
- Hot Dish (2006)
- Skinny-Dipping (2008)
- So Enchanting (2009)
- The Golden Season (2009)
- No Place for a Dame (2013)
- The Songbird's Seduction (2014)

### Серия „Бракстън (Braxton)
1. Египетски нощи, As You Desire (1997)
2. The Other Guy's Bride (2011)

### Серия „Островът на Макларън“ (McClairen's Isle)
1. The Passionate One (1999)
2. The Reckless One (2000)
3. The Ravishing One (2000)

### Серия „Булчински истории“ (Bridal story)
1. The Bridal Season (2001) – награда „РИТА“
2. Bridal Favors (2002)

### Серия „Имало една възглавница“ (Once Upon a Pillow)
1. Once Upon a Pillow (2002) – с Кристина Дод
2. First Knight (2013)
3. Her Captive (2013)

серията е продължена отделно от едноименната поредица на Кристина Дод

### Серия „Розови ловци“ (Rose Hunters)
1. My Seduction (2004)
2. My Pleasure (2004)
3. My Surrender (2005)

### Серия „Лейди Мост“ (Lady Most)
с Елойза Джеймс и Джулия Куин
1. The Lady Most Likely... (2010)
2. The Lady Most Willing... (2012)

### Участие в общи серии с други писатели

#### Серия „Тъмни“ (Dark Ones)
- „Cat Scratch Fever“ в Cupid Cats (2010) – сборник с Кейти Макалистър и Вики Луис Томпсън

### Новели
- The Laird's French Bride (2011)
- Cat Scratch Fever (2011)
- A Touch of Scandal (2013)

### Сборници
- „Heaven with a Gun“ в Outlaw Love (1997) – с Бренда Джойс, Кейт Логан и Стефани Митман
- „Lassie go Home“ в My Scottish Summer (2001) – с Пати Берг, Дебра Деър и Катлийн Гивънс
- „Glad Rags“ в The True Love Wedding Dress (2005) – с Катрин Андерсън, Кейси Клейбърн и Барбара Мецгер